# Frederick al II-lea, Duce de Mecklenburg-Schwerin
Frederick al II-lea, Duce de Mecklenburg-Schwerin, numit cel Pios (germană Friedrich II Herzog von Mecklenburg-Schwerin; 9 noiembrie 1717 – 21 aprilie 1785) a fost Duce de Mecklenburg-Schwerin din 1756 până la moartea sa.

## Biografie
Frederick s-a născut la Schwerin, ca fiu al lui Christian Ludwig al II-lea, Duce de Mecklenburg-Schwerin și a soției acestuia, Gustave Caroline de Mecklenburg-Strelitz. În copilărie și adolescență mătușa lui Ducesa Augusta de Mecklenburg-Schwerin a avut o mare influență asupra dezvoltării intelectuale și spirituale a lui Frederick, în esență în insuflarea credinței în pietism. 
După decesul tatălui său în 1756, Frederick și-a asumat conducerea ducatului. La scurtă vreme după accesiunea sa țara a fost implicată în Războiul de Șapte Ani. Frederick a fost un susținător al Pietismului. El a încurajat sistemul școlar, a promovat industria textila și a abolit tortura. 
În 1764 și-a mutat reședința de la Schwerin la Castelul Ludwigslust. În 1765 el a ordonat construirea Bisericii Imperiale (finalizată în 1770) realizată de arhitectul Johann Joachim Busch și a continuat extinderea Castelului Ludwigslust între 1772 și 1776.

### Căsătorie
Frederick s-a căsătorit la 2 martie 1746 la Schwedt cu Ducesa Louise Frederica de Württemberg, fiica lui Frederick Louis, Prinț Ereditar de Württemberg și a Henriette Marie de Brandenburg-Schwedt. Ei au avut patru copii, care au murit de mici.
După decesul său, ducatul a fost moștenit de nepotul său, Friedrich Franz, fiul cel mare al fratelui său, Louis.